# Isla Qum
Isla Qum También llamada Qum adasi; Kiçik Zirə; o Peschanniy, en azerí: Qum adası) es una isla en la bahía de Bakú, en el mar Caspio. Forma parte del archipiélago de Bakú, que se encuentra al sur de la ciudad de Bakú, en Azerbaiyán.